# Cripta Real (Bélgica)

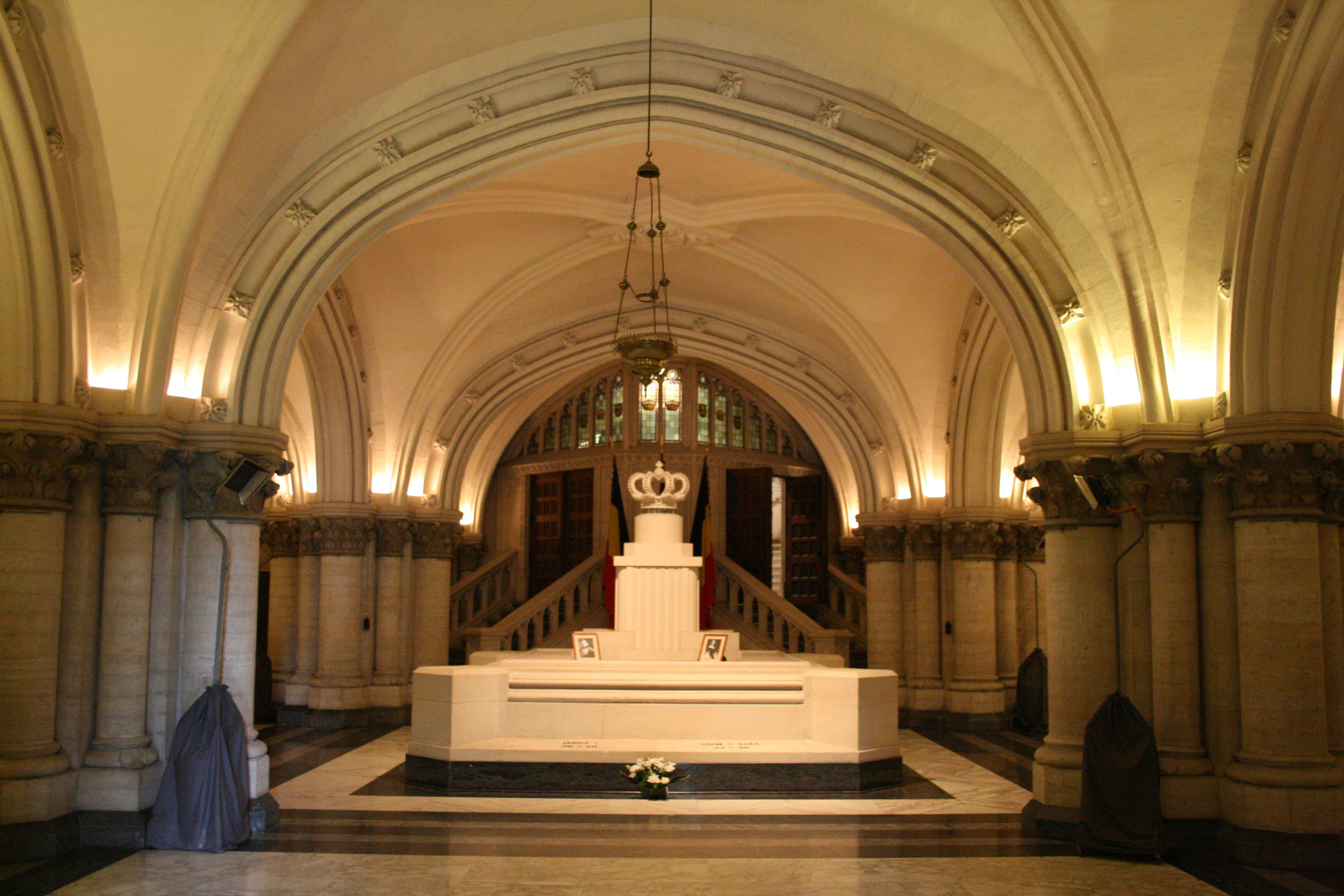
No centro da cripta, o sarcófago de Leopoldo I e Luísa Maria de Orleães, primeiro rei e rainha dos belgas.

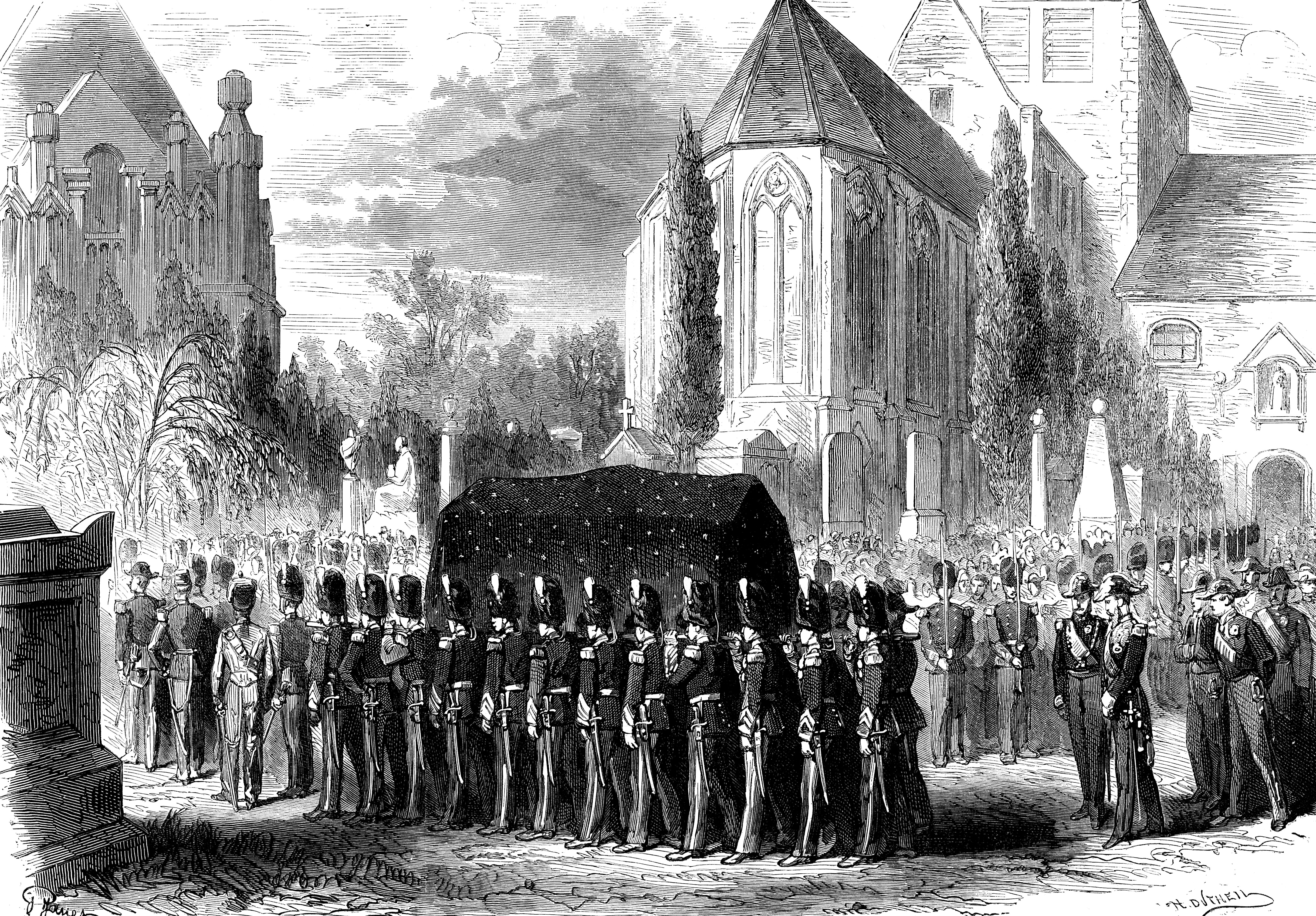
Transferência em 1876 dos restos mortais do Rei Leopoldo I, da Rainha Luísa Maria e dos do Príncipe Leopoldo da abóbada da antiga igreja para a da nova.

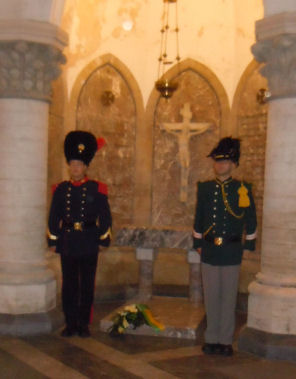
Túmulo do príncipe Balduíno.

A cripta real da família real belga é o local onde foram enterrados os monarcas do Reino da Bélgica e suas esposas, bem como alguns outros membros da família real.

## Situação
A cripta real está localizada na igreja de Nossa Senhora, ao norte de Bruxelas, na antiga comuna de Laeken. Atrás da abside da igreja, sob uma capela octogonal, estão as abóbadas de todos os soberanos da Bélgica e de membros próximos da família real, falecidos desde 1834. Os sarcófagos estão dispostos em círculo em torno de Leopoldo I e sua esposa, colocado no centro da cripta e encimado por uma coroa.

## História
Embora ela tenha morrido em Oostende (1850), a primeira rainha dos belgas, Luísa Maria de Orleães, queria ser enterrada em Laeken. Seu corpo descansou por alguns anos na antiga igreja de Laeken. Mas seu marido, o rei Leopoldo I, julgou que o lugar era indigno da família real, e mandou iniciar a construção de uma nova e grande igreja em Laeken. O próprio Leopoldo I lançou (em 1854) a primeira pedra do novo edifício, construído por Joseph Poelaert em estilo neogótico. O edifício monumental foi inaugurado em 1872, mas só foi concluído em 1909, após uma longa interrupção das obras.
As obras de ampliação destinadas a aumentar o número de caves foram confiadas, entre 1932 e 1934, a Herman Lemaire, arquiteto principal do departamento de edifícios. Nesta ocasião, o acesso à cripta sofreu modificações significativas e foram criadas duas câmaras sepulcrais, cujos portais foram decorados com tímpanos representando o sepultamento e a morte da Virgem, baseados em desenhos de Herman Lemaire.

## Pessoas enterradas
Vinte e uma personalidades reais estão enterradas na cripta, incluindo cinco reis, cinco rainhas e uma imperatriz. Aqui está a lista cronológica por data de falecimento:
1. Príncipe Luís Filipe da Bélgica, príncipe herdeiro da Bélgica (24 de julho de 1833 – 16 de maio de 1834) - (filho de Leopoldo I)
2. Luísa Maria de Orleães, rainha dos belgas (3 de abril de 1812 – 11 de outubro de 1850) - (segunda esposa de Leopoldo I)
3. Leopoldo I, rei dos belgas (16 de dezembro de 1790 – 10 de dezembro de 1865)
4. Príncipe Leopoldo da Bélgica, príncipe herdeiro da Bélgica (12 de junho de 1859 – 22 de janeiro de 1869) - (filho de Leopoldo II)
5. Princesa Josefina Maria da Bélgica (30 de novembro de 1870 – 18 de janeiro de 1871) - (filha do príncipe Filipe da Bélgica)
6. Príncipe Balduíno da Bélgica (3 de junho de 1869 – 23 de janeiro de 1891) - (filho do príncipe Filipe da Bélgica)
7. Maria Henriqueta da Áustria, rainha dos belgas (23 de agosto de 1836 – 19 de setembro de 1902) - (esposa de Leopoldo II)
8. Príncipe Filipe da Bélgica, conde de Flandres (24 de março de 1837 – 17 de novembro de 1905) - (filho de Leopoldo I)
9. Leopoldo II, rei dos belgas (9 de abril de 1835 – 17 de dezembro de 1909)
10. Princesa Maria Luísa de Hohenzollern-Sigmaringen (17 de novembro de 1845 – 26 de novembro de 1912) - (esposa do príncipe Filipe da Bélgica)
11. Carlota da Bélgica, imperatriz do México (7 de junho de 1840 – 19 de janeiro de 1927) - (esposa do imperador Maximiliano I do México, filha de Leopoldo I)
12. Alberto I, rei dos belgas (8 de abril de 1875 – 17 de fevereiro de 1934)
13. Astrid da Suécia, rainha dos belgas (17 de novembro de 1905 – 29 de agosto de 1935) - (primeira esposa de Leopoldo III)
14. Isabel da Baviera, rainha dos belgas (25 de julho de 1876 – 23 de novembro de 1965) - (esposa de Alberto I)
15. Príncipe Carlos da Bélgica, conde de Flandres, regente da Bélgica (10 de outubro de 1903 – 1 de junho de 1983) - (filho de Alberto I)
16. Leopoldo III, rei dos belgas (3 de novembro de 1901 – 25 de setembro de 1983)
17. Príncipe Leopoldo-Emmanuel de Liechtenstein (20 de maio de 1984 – 20 de maio de 1984) - (filho de Margarida de Luxemburgo e neto do Grão-Duque João de Luxemburgo e de Josefina Carlota da Bélgica)
18. Balduíno, rei dos belgas (7 de setembro de 1930 – 31 de julho de 1993)
19. Liliana, Princesa de Réthy (28 de novembro de 1916 – 7 de junho de 2002) - (segunda esposa de Leopoldo III)
20. Príncipe Alexandre da Bélgica (18 de julho de 1942 – 29 de novembro de 2009) - (filho de Leopoldo III) (está sepultado em capela anexa e não na cripta propriamente dita)
21. Fabíola de Mora e Aragão, rainha dos belgas (11 de junho de 1928 – 5 de dezembro de 2014) - (esposa do rei Balduíno)

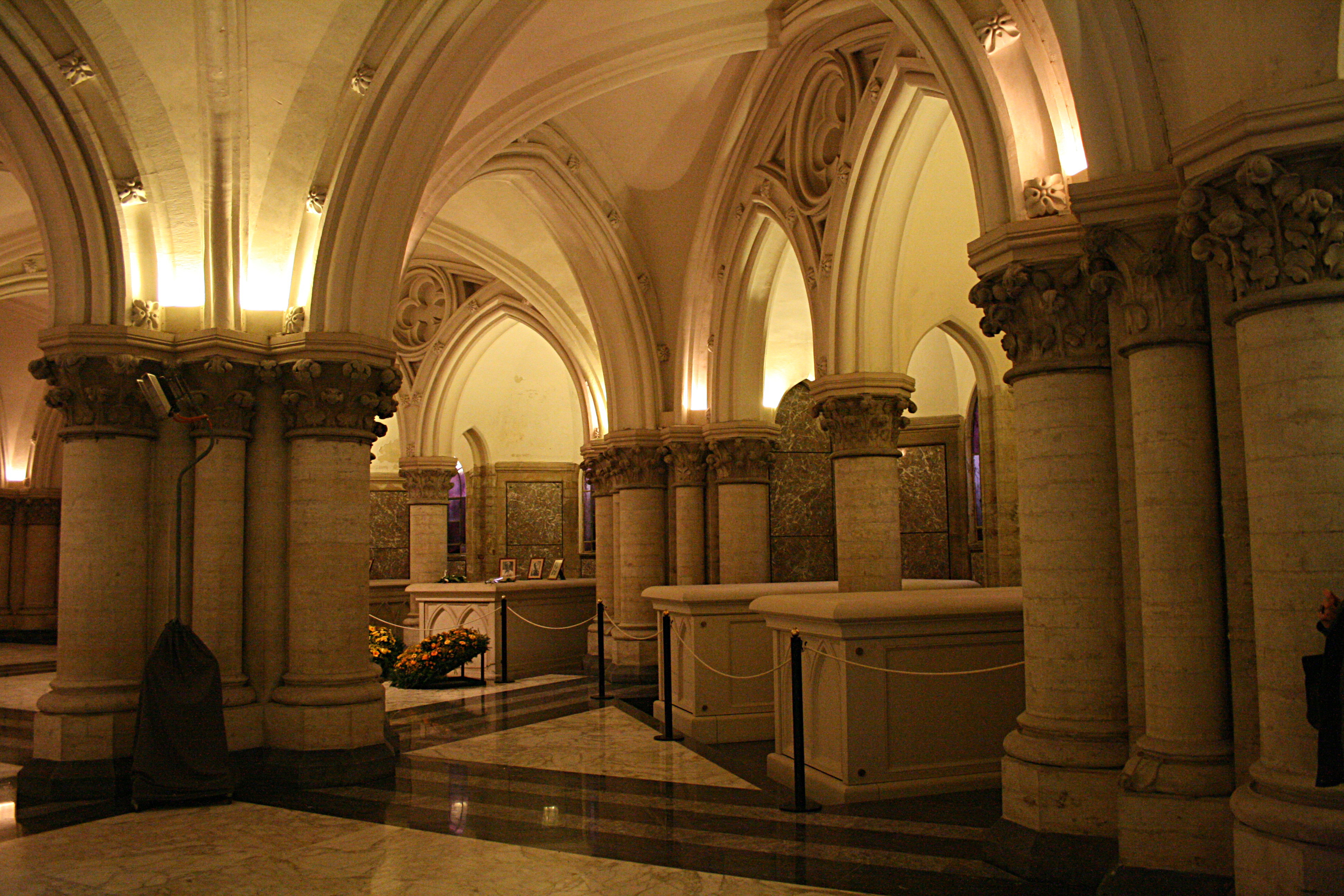
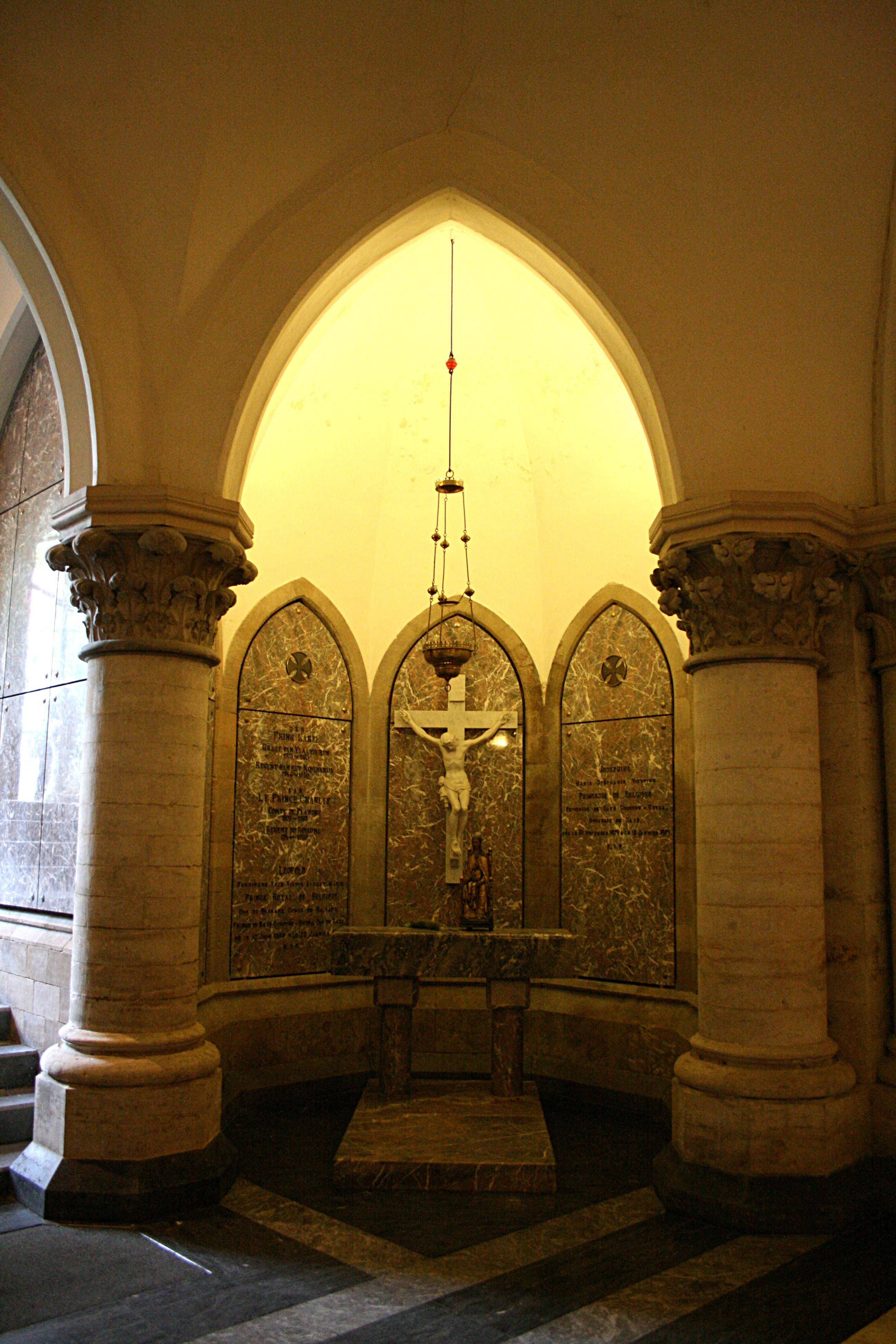
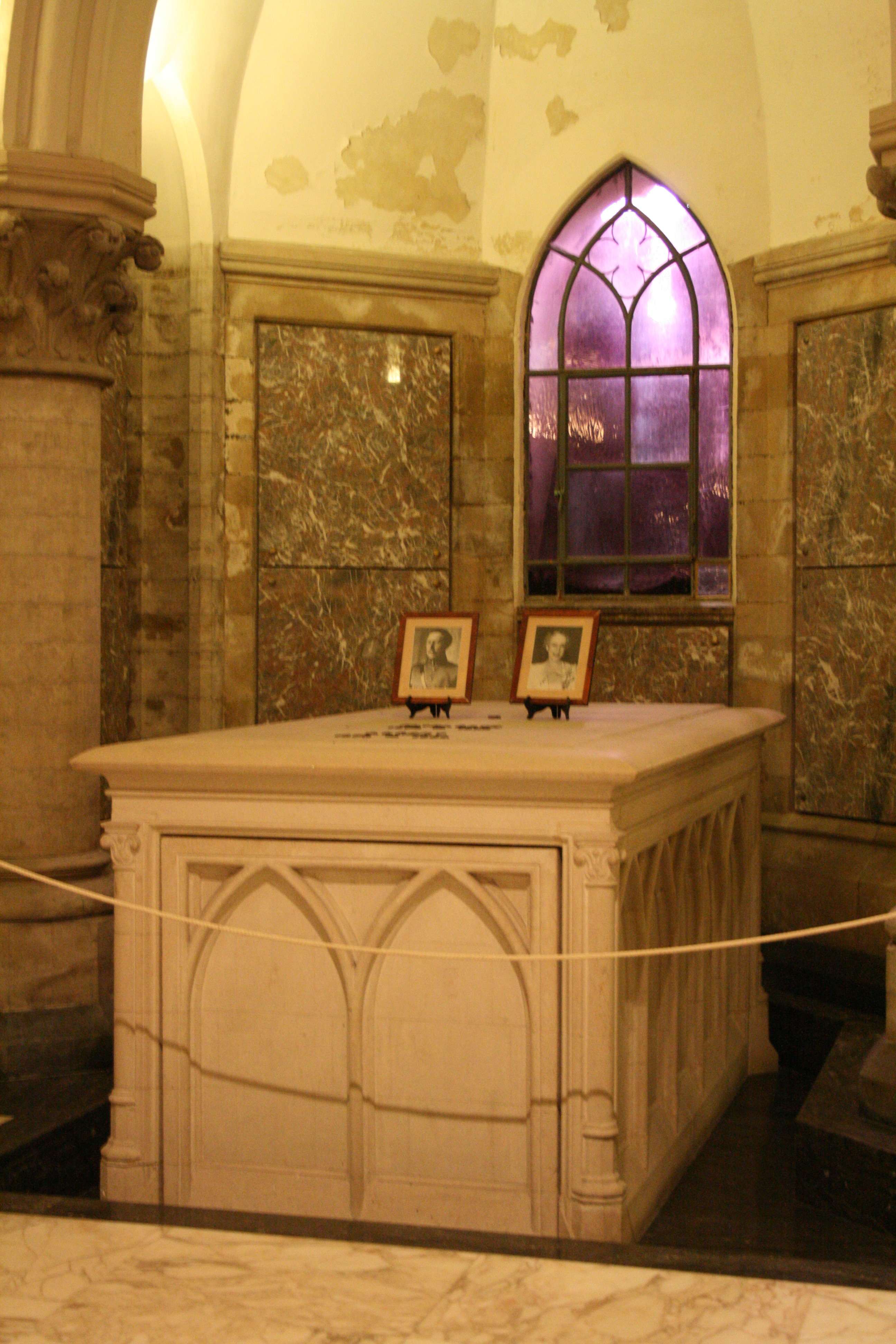

### Membros da família real que estão enterrados em outros lugares
De acordo com o guia da realeza:
1. Luísa Maria da Bélgica, filha de Leopoldo II, no Südfriedhof em Wiesbaden, na Alemanha.
2. Estefânia da Bélgica, filha de Leopoldo II, no Benedikterstift, Pannonhalma, na Hungria.
3. Clementina da Bélgica, filha de Leopoldo II, na Capela Imperial do Palais Fesch em Ajaccio (Alta Córsega, França), necrópole dos Bonaparte.
4. Henriqueta da Bélgica, irmã de Alberto I, na Capela real de Dreux (Eure-et-Loir, França), necrópole dos Orléans.
5. Josefina da Bélgica, irmã de Alberto I, no cemitério de Belgrade, perto de Namur, na Bélgica, ao lado das demais irmãs beneditinas de Sainte-Lioba.
6. Maria José da Bélgica, filha de Alberto I, na Abadia de Hautecombe (Saboia, França), necrópole dos Saboia.
7. Josefina Carlota da Bélgica, filha de Leopoldo III, na Catedral de Notre-Dame de Luxemburgo, na cidade de Luxemburgo.

Outras pessoas:
1. Caroline Lacroix e um de seus filhos, Philippe Durieux, Conde de Ravenstein, estão enterrados no Cemitério do Père-Lachaise, em Paris (França).